# Stacie Chan
Stacie Jennifer Chan (* 19. Februar 1988 im Los Angeles County, Kalifornien) ist eine US-amerikanische Schauspielerin, Synchronsprecherin und Journalistin.

## Leben
Stacie Chan wurde im Jahre 1988 im Los Angeles County rund um die Metropole Los Angeles im Bundesstaat Kalifornien geboren, wo sie unter anderem in Arcadia, einer Vorstadt von Los Angeles, aufwuchs und die Schule besuchte. Noch während ihrer Kindheit kam sie mit der Schauspielerei in Berührung, wobei sie von 1997 bis 1998 ihre ersten nennenswerten Auftritte hatte, als sie in drei verschiedenen Episoden der Mr. Show with Bob and David mitwirkte. Bereits 1999 hatte sie einen weiteren Auftritt in einer Episode von Charmed – Zauberhafte Hexen. Etwa zur gleichen Zeit bekam die junge Nachwuchsschauspielerin ein Angebot von Warner Bros., die sie für ihre neue Serie Jackie Chan Adventures engagieren wollten und ihr dabei auch gleich eine der Hauptfiguren in Form von Jackie Chans fiktiver Nichte Jade anboten. In dieser Rolle war sie schließlich in allen 95 bis 2005 ausgestrahlten Episoden zu hören. Zudem lieh sie dem Charakter im 2001 veröffentlichten auf der Serie basierenden Videospiel ihre Stimme. In der deutschsprachigen Version der Serie wurde der elfjährigen Jade die Stimme von Jill Böttcher geliehen. 2005 hatte sie schließlich als Synchronsprecherin einen Gastauftritt in einer Folge von What’s New, Scooby-Doo?, wobei sie noch im gleichen Jahr eine reale Rolle in der Nickelodeon-Serie Drake & Josh innehatte. Dies war zugleich auch ihre letzte nennenswerte Tätigkeit im Film- und Fernsehbereich, wobei sie sich danach etwas aus dem Geschäft zurückzog und sich stattdessen auf ihre Schulausbildung konzentrierte. Nach ihrem High-School-Abschluss an der Arcadia High School schrieb sie sich an der renommierten Stanford University ein, wo sie ab 2006 an ihrem Abschluss im Hauptstudiengang Kommunikation und im Nebenstudiengang Spanisch arbeitete.
Durch ihre Mithilfe wurde Stanford Cardinal Broadcasting Network, Stanfords einziger 24-Stunden-Sender, wiederbelebt, wodurch unter anderem auch ihre Sicht auf die Tiefen des Broadcast-Journalismus gesteigert wurde. Für Stanford Cardinal Broadcasting Network war Chan von Oktober 2006 bis Juni 2010 tätig, hatte aber parallel dazu auch noch andere Nebenprojekte laufen. Weitere Tätigkeitsbereiche bei Stanfords einzigem 24-Stunden-Sender waren unter anderem ein Großteil der Bewegungsabläufe, angefangen von der Planung, über die Produktion bis hin zur Leitung und Handhabung der gesamten Ausrüstung. Zudem war sie beim Sender auch für die Show Stanford Spotlight hauptverantwortlich, wo sie als Interviewerin im Einsatz war und zudem auch noch ihre eigenen Texte schrieb bzw. im Schnitt tätig war. Zudem filmte sie sämtliche Aktivitäten am Campus von Stanford und schnitt diese schlussendlich für die Organisation zusammen. Parallel dazu war sie von Juni bis September 2007 für Pasadena Star-News, die lokale Tageszeitung von Pasadena, im Einsatz, bei der sie ein Praktikum absolvierte. Dabei war sie unter anderem auch für die nahestehende Tageszeitung San Gabriel Valley Tribune tätig, für die sie verschiedene Geschichten zusammentrug und in der Zeitung darüber berichtete. Zudem strahlte sie auf der Website von San Gabriel Valley Tribune Beiträge von ihr aus. Im April 2008 stieß Chan schließlich zu The Stanford Daily, der seit 1892 bestehenden Studententageszeitung der Stanford University, wo sie Ideen über Berichte vorschlug, sogenannte Hard News (Nachrichten die unmittelbare Auswirkungen auf Qualität und Quantität des Lebens eines Großteils der Rezipienten haben können) schrieb und zudem auch noch für andere Features verantwortlich war. Zudem war sie bis zu ihrem Abgang im Juni 2010 auch um Kontakte zum Stanford Campus bemüht, wo sie sich vor allem um die Porträts der Studenten, der Alumni und der Lehrkörper kümmerte.
Von Juni bis September 2008 war Stacie Chan bei der Eastern Group Publications, Inc. tätig, wo sie abermals ein Praktikum abhielt. Dort war sie unter anderem für die Breaking News und die Verbrechensgeschichten in einem der landesweit gefährlichsten und von Gangs heimgesuchten Stadtviertel verantwortlich. Des Weiteren schrieb sie Leitartikel oder verfasste Sonderberichte über die Dynamik in East L.A. bzw. formte und veröffentlichte Berichte über Kunst und die Intellektuellen-Szene. Zudem wurden ihr bei der landesweit größten Kette zweisprachiger Zeitungen, die zudem in Hispanic-Hand ist, gute Fähigkeiten in den Bereichen Fotografie und Schnitt angeeignet. Außerdem kontrollierte sie in allen englisch- und spanischsprachigen Artikeln die Fakten und bearbeitete diese Artikel gegebenenfalls. Ein weiteres Praktikum hielt Chan von Juni bis August 2010 bei NBC Universal, Inc. ab, wo sie unter anderem eng mit dem Investigative Producer und Peabody-Award-Preisträger Frank Snepp zusammenarbeitete, der unter anderem im Vietnamkrieg als Chefanalytiker der CIA zur Untersuchung und Analyse der nordvietnamesischen Strategie im Einsatz und daneben auch noch in anderen internen Abteilungen tätig war. Bei NBC Universal wurde ihr kurzzeitig auch die Leitung von On-camera-Interviews zuteil. Des Weiteren war sie die Initiatorin für eine Recherche über Pharmazeutika im Trinkwasser. Bald nach ihrem Praktikumsende bei NBC Universal kam die einstige Synchronsprecherin und Schauspielerin im Oktober 2009 zu CBS Interactive, einer Abteilung von CBS Corporation, wo sie alle zwei Wochen elektronische Newsletter erstellte und diese in den Umlauf von über 440.000 Onlinelesern brachte. Während Chans Tätigkeit wurden die Newsletter unter anderem mit einem American Business Media Association’s Neal Award in der Kategorie „Best E-Newsletter“ ausgezeichnet. Noch dazu kümmerte sich Chan um die Organisation des Layouts auf der Titelseite der Website, wo sie für die Erstellung von Headlines und andere Beschriftungen verantwortlich war. Ein weiterer Aufgabenbereich war die Auswahl von Stories sowie deren Umsetzung und die Kontrolle der Fakten. Zudem betrieb sie auch Hintergrundrecherchen zu den verschiedenen Berichten.
Nachdem sie ihre Studienzeit im Juni 2010 mit einem Bachelor in Kommunikation und Spanisch abgeschlossen hatte, beendete sie zu ebendieser Zeit auch ihr 2009 begonnenes Masterstudium in Journalismus. Weiteren Tätigkeiten, die Stacie Chan während ihrer Studienzeit betrieb bzw. internen Verbänden, den sie neben The Stanford Daily und dem Stanford Cardinal Broadcasting Network angehörte, waren unter anderem die Associated Students of Stanford University (ASSU), der Dance Marathon an der Stanford University, sowie das East-Palo-Alto-Tennis-and-Tutoring-Programm (EPATT). Nach ihrer Zeit in Stanford wurde Stacie Chan, die während ihres Studiums unter anderem mit dem Wall Street Journal und der Zeitung San Francisco Chronicle zusammengearbeitet hat, die auch Berichte von ihr veröffentlicht und gedruckt haben, wurde sie im Juli 2010 von Redwood City Patch als Redakteurin engagiert, wobei sie bei dieser hyperlokalen Online-Nachrichtenseite über die aktuellen Nachrichten, gesellschaftlichen Veranstaltungen und Reportagen in Redwood City und Umgebung schreibt.

## Filmografie
- 1997–1998: Mr. Show with Bob and David (3 Episoden)
- 1999: Charmed – Zauberhafte Hexen (Charmed) (1 Episode)
- 2005: Drake & Josh (1 Episode)

Synchronarbeiten
- 2000–2005: Jackie Chan Adventures (alle 95 Episoden)
- 2001: Jackie Chan Adventures (Videospiel)
- 2005: What’s New, Scooby-Doo? (1 Episode)

## Nominierungen und Auszeichnungen
- nach eigenen Angaben Emmy-Nominierung für „Performance“
- American Business Media Association’s Neal Award in der Kategorie „Best E-Newsletter“